# Mary Ellis (Pilotin)

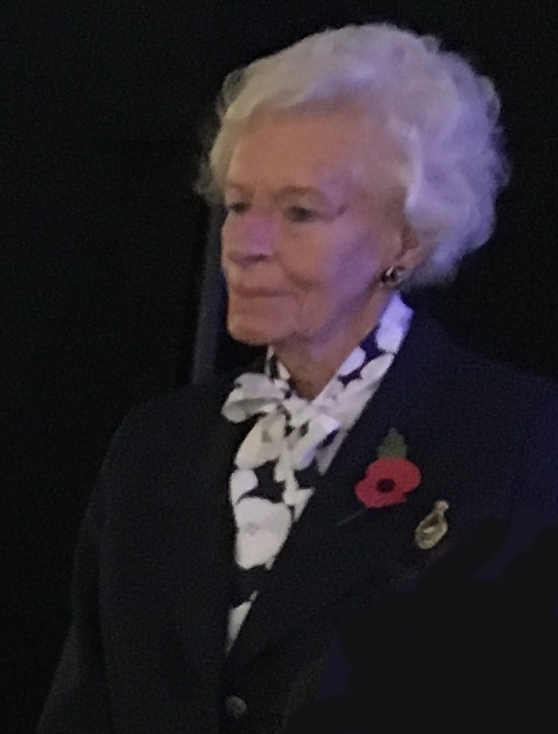
Mary Ellis (2016)

Mary Ellis (* 2. Februar 1917 als Mary Wilkins in Leafield, Oxfordshire, England; † 24. Juli 2018 in Sandown, Isle of Wight) war eine Luftfahrtpionierin und eine der letzten überlebenden britischen Pilotinnen aus dem Zweiten Weltkrieg.

## Leben

### Kindheit und Jugend
Mary Ellis wurde am 2. Februar 1917 in Leafield, Oxfordshire, als Tochter von Charles and Ellen Wilkins geboren und wuchs zusammen mit ihren vier Geschwistern auf dem Bauernhof ihrer Eltern auf. Wegen der Nähe ihres Heimatorts Leafield zu den beiden Militärflugplätzen Port Meadow und Bicester Airfield entwickelte sie bereits in ihrer Kindheit eine große Faszination für die Luftfahrt. Nach eigenen Angaben wurde ihr Schicksal als Pilotin besiegelt, als Marys Vater ihr ermöglichte, im Rahmen einer Flugschau an einem Flug in einer de Havilland DH.60 Moth teilzunehmen. Im Alter von 16 Jahren nahm sie Flugstunden in Witney, erwarb die Pilotenlizenz und flog zum Vergnügen bis 1940.

### Zweiter Weltkrieg
Im Jahr 1941 hörte Mary Wilkins im Radio eine Werbung der Air Transport Auxiliary (ATA), die private Piloten suchte, um militärische Flugzeuge zwischen Fabriken, Flugplätzen und anderen Orten zu überführen. Mary bewarb sich, wurde im Oktober 1941 in die ATA aufgenommen und dem Pilotinnenpool in Hamble bei Southampton an der Südküste Englands zugeordnet. Während des Krieges flog sie nach eigenen Angaben etwa 1.000 Flugzeuge von 76 verschiedenen Typen, darunter das Transportflugzeug Airspeed Oxford, Jagdflugzeuge wie die Spitfire und Hawker Tempest sowie Bomber wie die Lockheed Hudson. Dabei geriet sie mehrmals in Lebensgefahr: Über Bournemouth wurde ihr Flugzeug vermutlich durch Eigenbeschuss getroffen. Bei einer Landung im Nebel stieß sie mit ihrer Spitfire beinahe mit einer entgegenkommenden Maschine zusammen. Schließlich überlebte sie auch eine Bruchlandung, als das Fahrgestell ihrer Spitfire klemmte und der Motor überhitzte.

### Nach dem Zweiten Weltkrieg
Nach der Auflösung der ATA im Jahr 1945 wurde Mary Wilkins zur Royal Air Force abgeordnet und überführte weiterhin Flugzeuge. Sie war eine der ersten Frauen, welche die Gloster Meteor, Großbritanniens erstes strahlgetriebene Jagdflugzeug, flogen. Im Jahr 1950 wurde sie die Managerin des Flugplatzes Sandown auf der Isle of Wight und stellte ihre ATA-Kollegin Vera Strodl als Fluglehrerin ein. Abseits des Flughafens frönte sie der Liebe zu schnellen Autos, der Teilnahme an und dem Gewinn von Sportwagenrallyes und betrieb eine Modeboutique.
Mary heiratete 1961 Don Ellis, einen Pilotenkollegen und Fluglehrer in Sandown, und lebte mit ihm bis zu dessen Tod im Jahr 2009 in einem gemeinsamen Haus neben der Startbahn des Flugplatzes Sandown. 2016 veröffentlichte sie ihre Autobiografie A Spitfire Girl: One of the World’s Greatest Female ATA Ferry Pilots Tells Her Story. Mary Ellis war bis ins hohe Alter als Pilotin aktiv. An ihrem 100. Geburtstag flog sie noch einmal in Begleitung eines Fluglehrers eine Spitfire die etwa 108 NM (200 km) lange Strecke von Thorney Island in West Sussex nach Wittering.
Mary Ellis starb am 24. Juli 2018 im Alter von 101 Jahren in ihrem Haus in Sandown, Isle of Wight.

## Auszeichnungen und Ehrungen
Im November 2016 wurden sie und ihre ATA-Kollegin Joy Lofthouse vor Mitgliedern der Königlichen Familie beim jährlichen Gedenkfest in der Royal Albert Hall in London geehrt.
2017 wurde in der Luftwaffenbasis RAF Brize Norton eine Gedenktafel enthüllt, um die Beiträge der Pilotinnen Mary Ellis und Molly Rose zur Air Transport Auxiliary zu würdigen.
Im Januar 2018 erhielt sie die Auszeichnung Freedom of the Isle of Wight.

## Werke

### Filme
Mary Ellis wirkte in verschiedenen Dokumentarfilmen über die Fliegerei im Zweiten Weltkrieg mit. 2010 trat sie in dem britischen Dokumentarfilm Spitfire Sisters auf, der die Geschichte der Pilotinnen der britischen Lufttransporthilfstruppen erzählt, und 2011 in Air Transport Auxiliary, einem weiteren Dokumentarfilm über die Organisation und ihre Mitglieder. Ihren letzten Filmauftritt hatte sie im Jahr 2018 in der britischen Dokumentation  Spitfire.

### Autobiografie
- Mary Ellis, Melody Foreman: A Spitfire Girl: One of the World’s Greatest Female ATA Ferry Pilots Tells Her Story. Pen & Sword Books Ltd, 2016, ISBN 978-1-4738-9536-2 (englisch).